# Placodiscus glandulosus
Placodiscus glandulosus är en kinesträdsväxtart som beskrevs av Ludwig Radlkofer. Placodiscus glandulosus ingår i släktet Placodiscus och familjen kinesträdsväxter. Inga underarter finns listade i Catalogue of Life.